# Vélocipèdraisiavaporianna

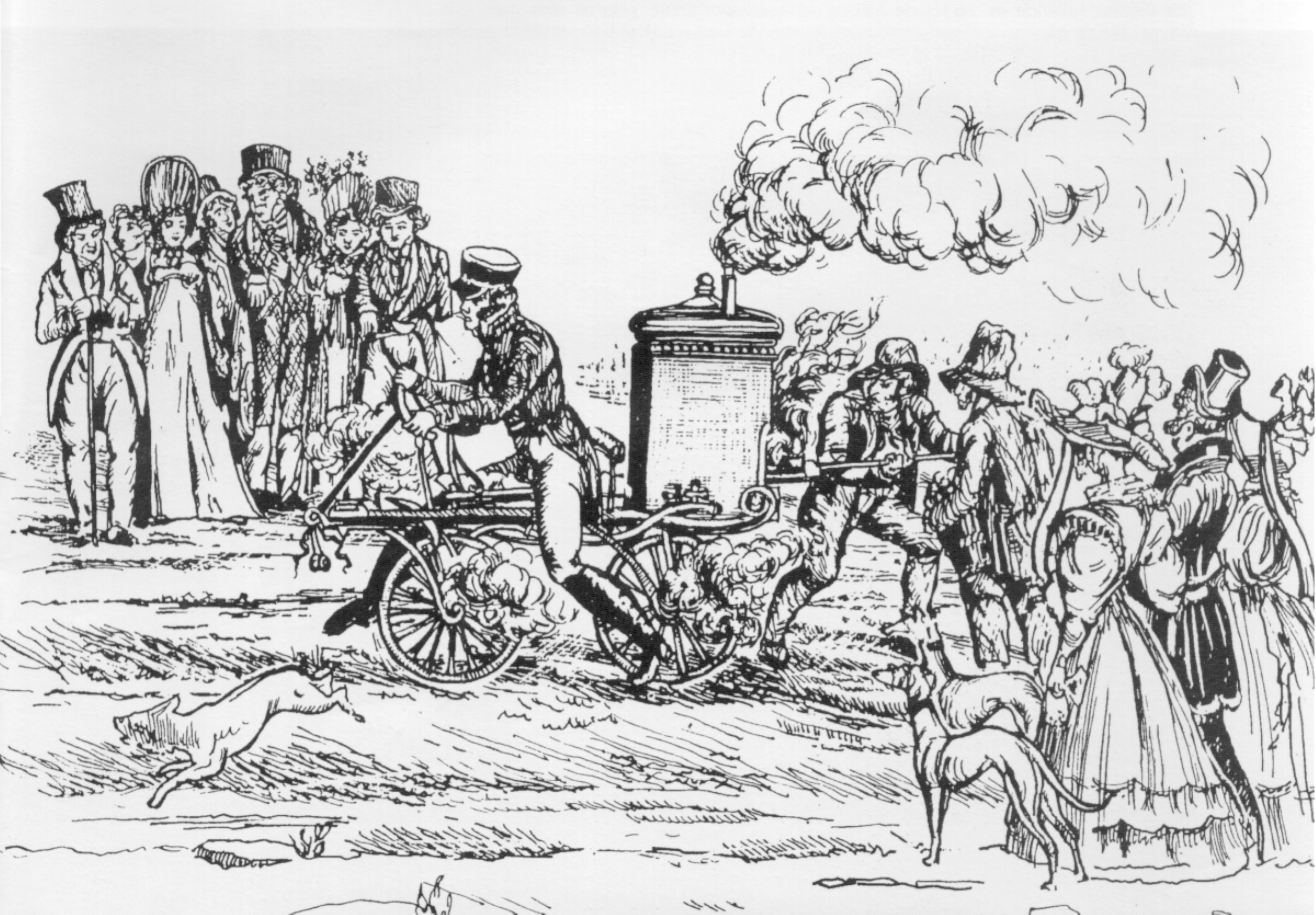
Vélocipèdraisiavaporianna, 1818 (Schwarz-Weiß-Kopie)

Mit Vélocipèdraisiavaporianna, auch „dampf-getriebenes Velociped“, wird eine Zeichnung eines unbekannten Künstlers aus Paris aus dem Jahre 1818 bezeichnet.
1817 stellte Karl von Drais sein Laufrad der Öffentlichkeit vor. Mit dieser zeichnerischen Utopie oder Karikatur verarbeitete ein zeitgenössischer Künstler die Entwicklung der neu erschienenen „Drasine“ mit der bereits bekannten Dampfmaschine. Die farbige Originalzeichnung zeigt ein zweirädriges Velociped mit großem Boiler. Drei Heizer folgen dem Fahrer um das Feuer zu entfachen. Diese „Feuer-Fantasie“ war der technischen Realität 50 Jahre voraus; das erste Dampfrad wurde 1869 gebaut. Die Zeichnung befindet sich heute im National Motor Museum in Beaulieu.